# 陳壯
陳壯（？—？），字直夫，祖籍浙江山陰，調籍京衛。明朝政治人物。

## 生平
年二十中景泰丙子顺天乡试举人，天順八年（1464年），中甲申科進士，三年後授南京監察御史。當時翰林院編修章懋等建言得罪，陳壯抗疏救之。之後勸阻皇帝派中官采花木，以及尚書陳翌請以馬豆代百官俸的建議。陳壯歷任江西僉事，致仕歸。弘治年間，尚書張悅舉薦，起官福建。兩年後再次乞致仕。倪嶽舉薦其擔任河南副使，在任期間賑災，為民所懷念。僉都御史林俊謝病，舉薦陳壯代替，陳壯又乞致仕。巡撫孫需奏留之。二年后致仕歸。